# Lea Danilson-Järg
Lea Danilson-Järg, née le 27 novembre 1977 à Tallinn, est une femme politique estonienne, membre du parti Isamaa. Elle est ministre de la Justice (et) au sein du gouvernement Kallas II du 18 juillet 2022 au 17 avril 2023.

## Biographie

### Jeunesse, études et premier poste
Lea Danilson-Järg est diplômée en administration publique à l'université de Tallinn en 2002. De 2001 à 2004, elle est conseillère du recteur de l'Académie estonienne des affaires intérieures ; à cette époque, de 1998 à 2004, elle est membre du Parti social-démocrate.

### Vie privée
Elle est mariée et mère de deux filles et d'un garçon.

### Carrière administrative après 2014
De 2014 à 2016, Lea Danilson-Järg travaille à la Bibliothèque nationale d'Estonie en tant que spécialiste de l'information. Puis elle travaille deux années en tant qu'analyste au sein de l'ONG « Enquête sur les naissances en Estonie ». De 2019 à 2021, elle travaille au Ministère de l'Intérieur en tant que directrice du département de la politique démographique et familiale. En parallèle, en 2018-2019 et en 2021-2022, elle est rédactrice en chef de la page d'information sur la politique démographique au sein du journal Postimees.

### Carrière politique
Le 18 juillet 2022, Lea Danilson-Järg rejoint le parti Isamaa et est nommée ministre de la Justice (et) au sein du gouvernement Kallas II,.

### Prises de position
Ayant beaucoup travaillé aux questions démographiques, Lea Danilson-Järg insiste sur les notions de politique familiale, notamment en vue d'améliorer la natalité.